# جواد شرافت
جواد شرافت (زاده ۱۳۰۶ شوشتر - درگذشته ۷ تیر ۱۳۶۰ تهران) سیاست‌مدار ایرانی بود، که در دوره اول مجلس شورای اسلامی به‌عنوان نماینده حوزهٔ انتخابیهٔ شوشتر، از استان خوزستان در مجلس شورای اسلامی حضور داشت. شرافت از جمله ۷۵ نفری بود، که در بمب‌گذاری در دفتر حزب جمهوری اسلامی کشته شد.